# Chain of Rocks Bridge
Il Chain of Rocks Bridge è un ponte sul fiume Mississippi situato a nord di St. Louis, nel Missouri. Il suo lato est si trova in Illinois e il suo lato ovest è nel Missouri. Un tempo faceva parte della Route 66.

## Storia
Misura 1.632 m di lunghezza per 7 m di larghezza, la costruzione iniziò nel 1927 e fu completata nel luglio 1929. Ha aperto una nuova rotta per attraversare il Mississippi evitando il centro di St. Louis. Ha la particolarità di presentare una curva con un angolo di 30° nei pressi del suo centro, un compromesso reso necessario dal bisogno di consentire la navigazione e dalla ricerca di un solido basamento roccioso su cui posare i piloni. Questa scelta architettonica si rivelò pericolosa nell'uso e causò negli anni numerosi incidenti. Con l'aumento del traffico veicolare si rese necessario pertanto sostituirlo con un nuovo ponte chiamato "New Chain of Rocks Bridge" costruito nel 1966 poco più a monte. Da allora il ponte Chain of Rocks è accessibile solo a pedoni e a ciclisti. Nel 2006 il ponte è stato aggiunto al Registro Nazionale dei Siti Storici degli Stati Uniti.

## Galleria d'immagini

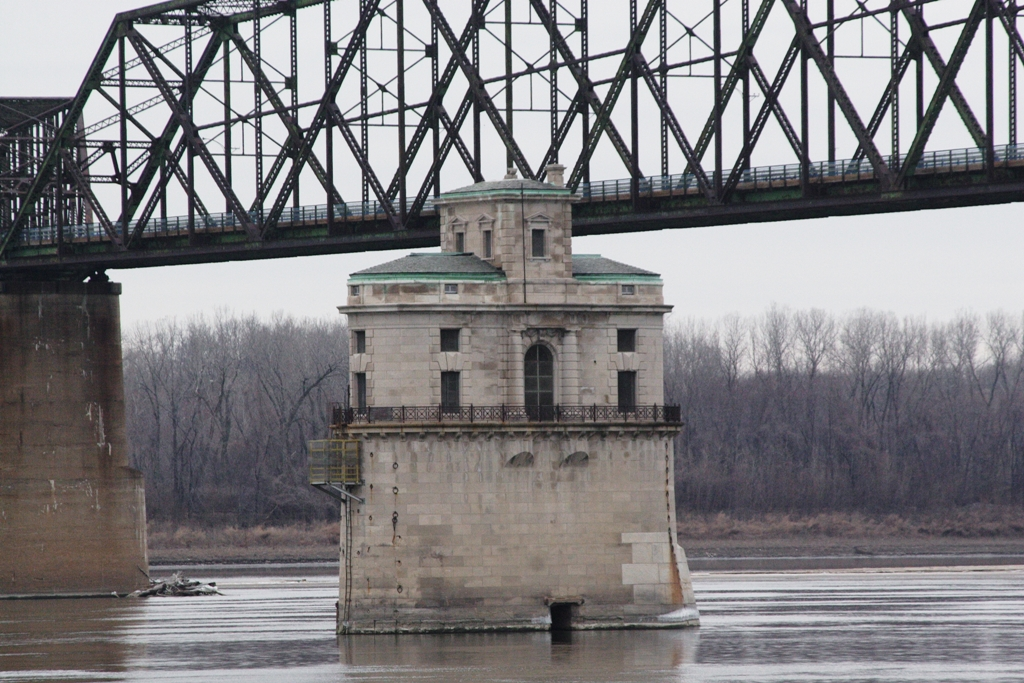
Presa idrica
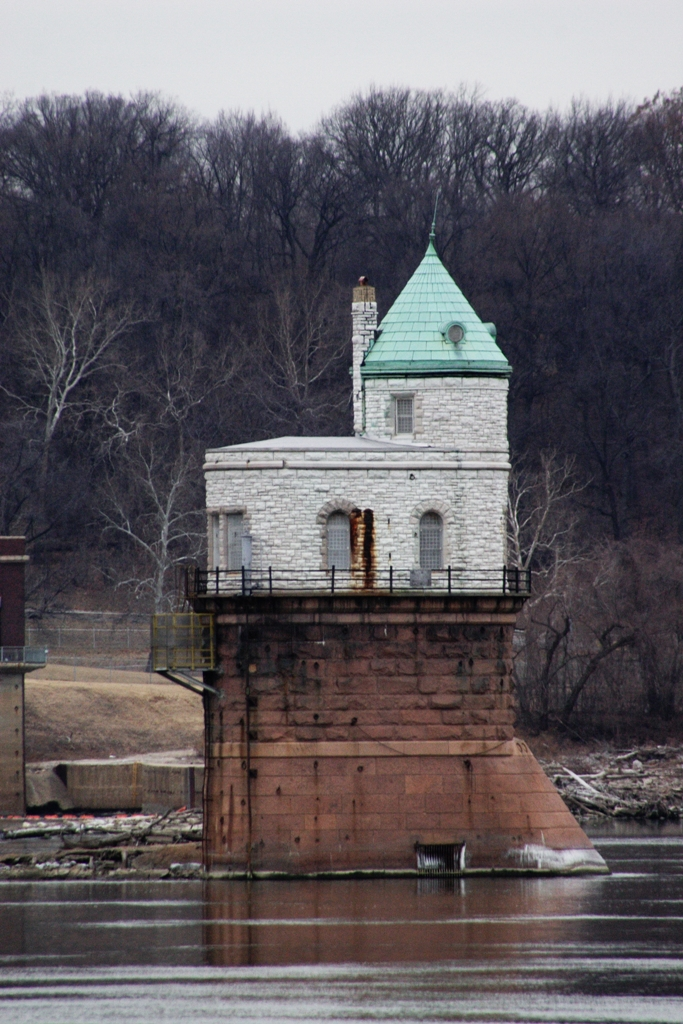
Presa idrica presso il Chain of Rocks Bridge
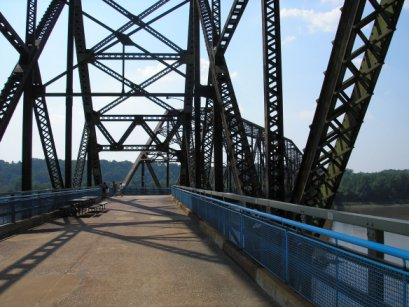
Vista del ponte
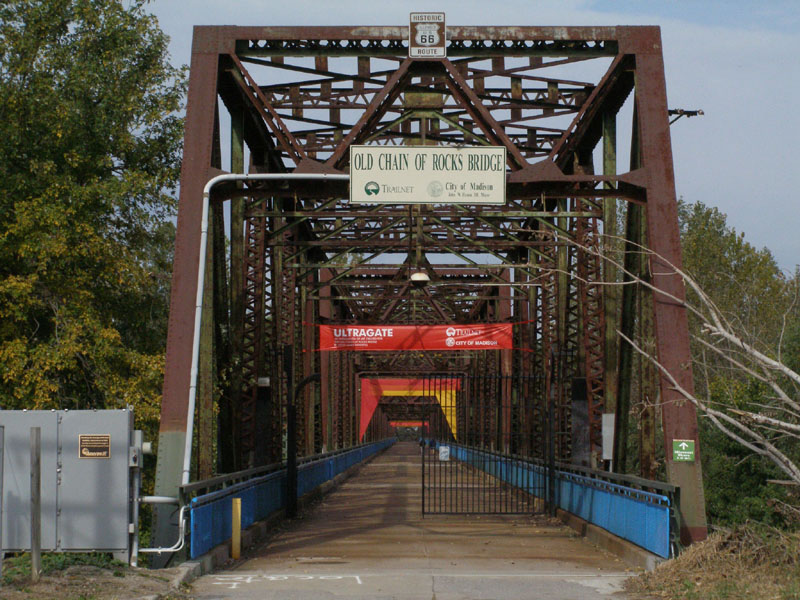
Ingresso dalla parte dell'Illinois
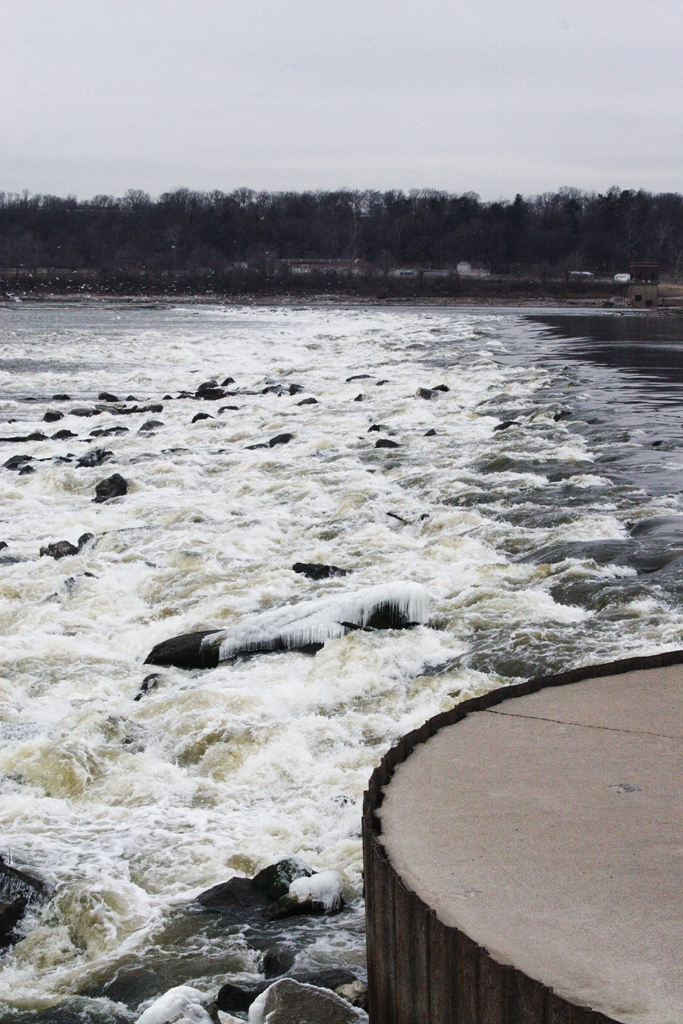
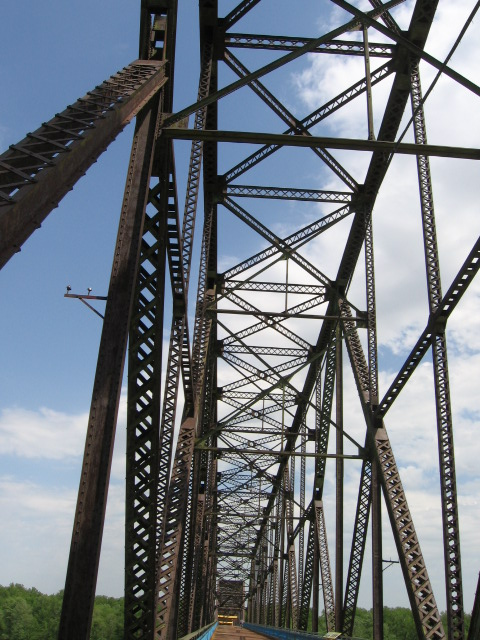
Strutture metalliche
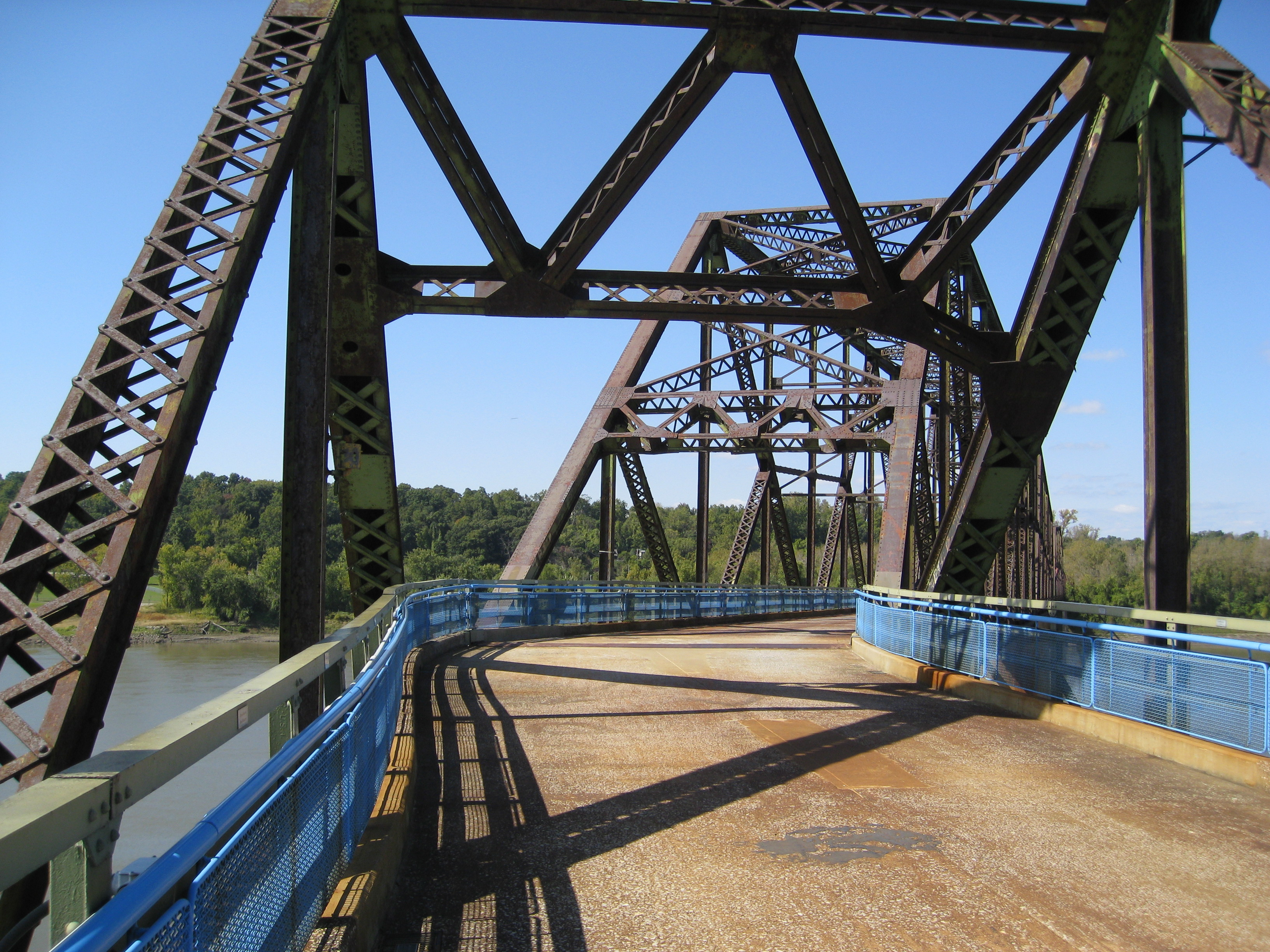
Vista della curva sul ponte